# Forschungsgemeinschaft elektronische Medien
Die Forschungsgemeinschaft elektronische Medien e. V. (FeM) ist einer der größten studentischen Vereine an einer Hochschule in Thüringen. Gegründet wurde der Verein im Jahr 1997 im Umfeld der TU Ilmenau. Er umfasst derzeit circa 2.000 Mitglieder und betreibt das größte selbstverwaltete studentische Netzwerk Thüringens. Über verschiedene Streamingprojekte erreichte der Verein auch außerhalb Thüringens Bekanntheit.

## Ziele
Ziele des Vereins sind die Durchführung von Projekten der Forschung, Wissenschaft & Bildung, Erziehung, Kunst & Kultur sowie der Völkerverständigung im Bereich elektronischer Medien.
Außerdem werden ähnliche Vorhaben anderer Organisationen, die den Bereich elektronische Medien betreffen oder im Umfeld desselben angesiedelt sind, gefördert.
Weiterhin wird Jugendarbeit betrieben, insbesondere die Förderung jugendlicher Computerbenutzer. Hierbei werden diese an neue Technologien herangeführt, um diese kennen und nutzen zu lernen.
Die FeM e. V. leistet Öffentlichkeitsarbeit, um die Bevölkerung mit neuen Technologien vertraut zu machen und auf die Chancen und Risiken derselben hinzuweisen.

## Geschichte
Im Umfeld der TU Ilmenau hatten sich in den Studentenwohnheimen viele verschiedene Studenteninitiativen entwickelt, welche das Ziel hatten, die entsprechenden Wohnheime mit Kabelkanälen und Netzwerktechnik auszustatten.

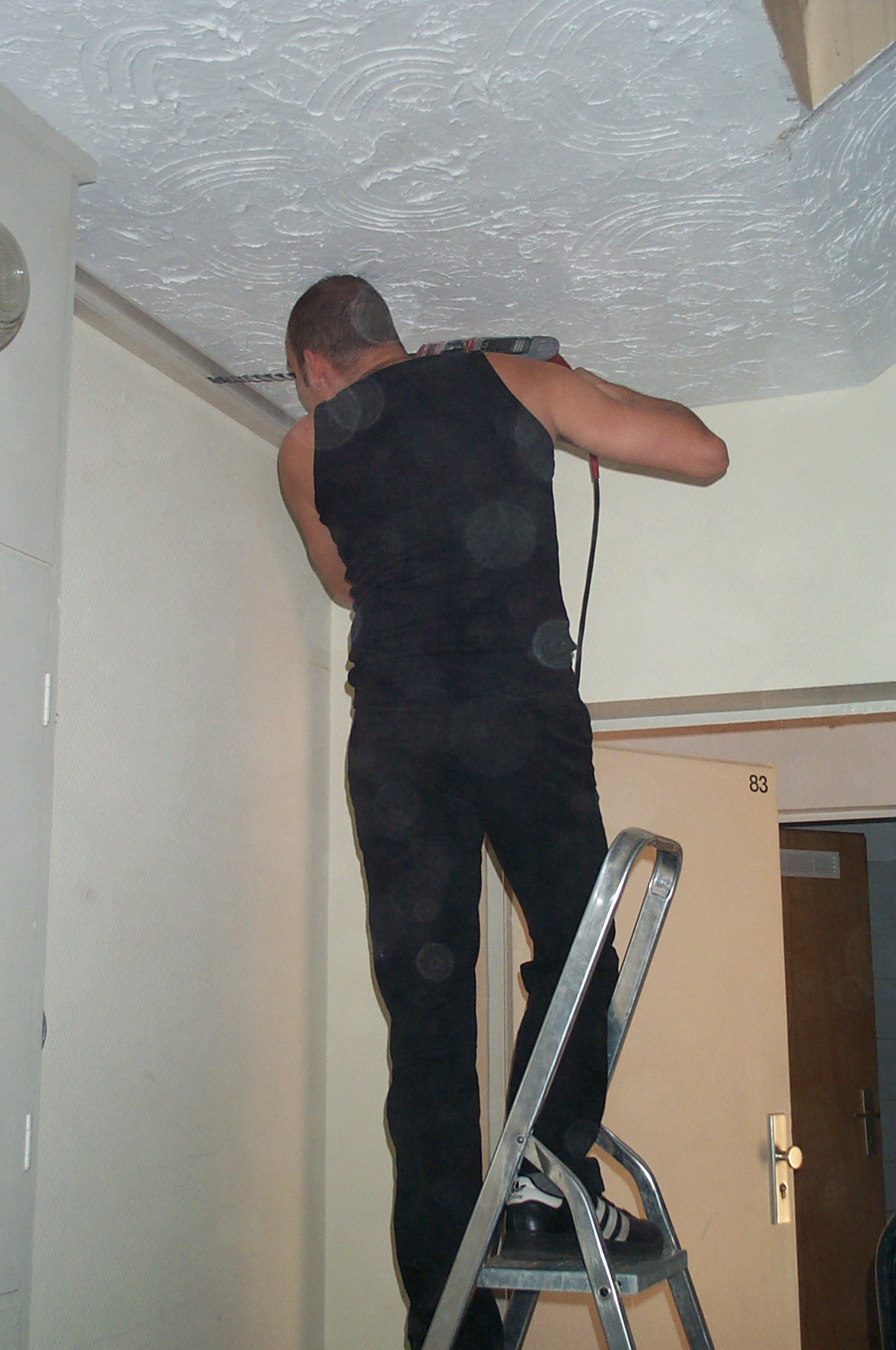
Verkabelung des Blocks K im Jahr 2002

Das erste Projekt TU-Connect scheiterte zwar, stellte jedoch Kontakte mit dem Rechenzentrum sowie dem Studentenwerk her. Das erste Wohnheim wurde 1996 bei der Renovierung durch das Studentenwerk mit Netzwerkkabeln ausgestattet. Der Versuch, das Projekt beim Radio hsf unterzubringen, wurde wegen Bedenken bezüglich der Gemeinnützigkeit abgelehnt. Als Konsequenz wurde am 15. April 1997 eine gemeinnützige Vereinigung, die ein Netzwerk und Internetzugang als Basis hat, gegründet. Dies war die Geburtsstunde der Forschungsgemeinschaft elektronischer Medien e. V.
Durch Zusammenarbeit mit dem Rechenzentrum wurde das Projekt virtueller Hörsaal ins Leben gerufen und am 14. Juni 1997 zum Tag der offenen Tür im Thüringer Landtag gemeinsam vorgestellt. Im November wurde durch einen Kooperationsvertrag mit der TU Ilmenau eine Internetanbindung sichergestellt.
Ebenfalls demonstrierte man mit dem Projekt Virtueller Hörsaal im November 1997 eine Videokonferenz, was zu dieser Zeit aufgrund des nötigen Datendurchsatzes und den technischen Schwierigkeiten eine große Herausforderung darstellte.
Durch den Beitritt der Bewohner weiterer Wohnhäuser auf dem Campus, wurde der finanzielle Rahmen erheblich verbessert. Im Jahr 2001 entstand eines der wichtigsten Projekte, welches später als Studentenportal Ilmenau, kurz s{\displaystyle \pi }, bekannt wurde.
Im Jahr 2005 begann durch eine Kooperation mit dem Thüringer Landtag die Live-Übertragung von Plenarsitzungen. Außerdem wurde zum ersten Mal der Chaos Communication Congress des Chaos Computer Clubs übertragen und aufgezeichnet.
Zwischen 2002 und 2005 kamen circa zehn neue Projekte hinzu.
Ende 1996 wurde im Zuge der Medienausbildung an der Technischen Universität Ilmenau der „Ilmenauer Studierendenfernsehfunk“, kurz „iSTUFF“ gegründet. Zunächst vom Institut für Medientechnik nur gedacht, um den Studenten der Medientechnologie eine Praxisbasis zu bieten, zeigte sich schnell, dass iSTUFF auf großes Interesse bei allen Medienstudenten der TU Ilmenau stößt. Nach langen Verhandlungen wurde auf der Suche nach einer Rechtsform für iSTUFF im September 2006 iSTUFF ein Ressort der FeM. In enger Zusammenarbeit mit der TU Ilmenau werden viele Projekte im Bereich der Medien realisiert.

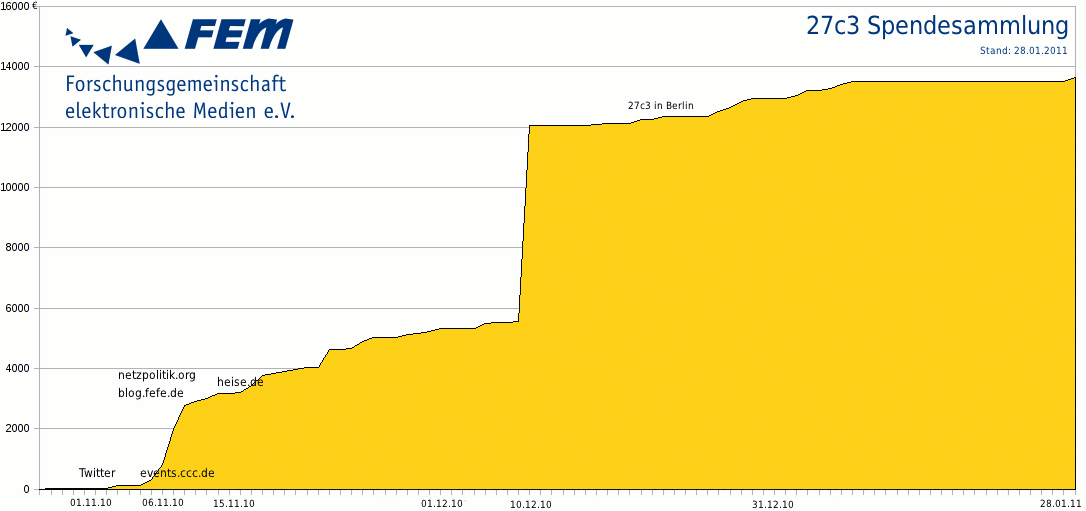
Entwicklung der Spendeneinnahmen

Da der Verein ein Lager mit umfangreicher Technik besitzt und diese an interne Teams/Projekte, sowie teilweise auch an externe Partner ausgegeben wird, gibt es seit 2007 eine EDV-gestützte Lagerverwaltung. Das Streamingteam zeichnete zusammen mit dem Ressort iSTUFF zwei Konzerte auf, welche unter der Creative Commons Lizenz stehen, außerdem wurde von 2007 bis 2010 die Formula Student Germany live übertragen.
FEM und ISTUFF wurden 2008 als Wortmarken der FeM e. V. beim Deutschen Patent- und Markenamt registriert. Kurze Zeit nach der Anmeldung kam es zu einer Rechtsstreitigkeit mit einer großen deutschen Fernsehsendergruppe, wobei die FeM eine Lizenz für eine uneingeschränkte Nutzung der Marke FeM ausstellte.
Im Vorfeld des 27. Chaos Communication Congress wurde im November 2010 ein Spendenaufruf gestartet, um Unterstützung bei der Anschaffung neuer Technik zum Streaming zu erhalten. Insgesamt konnten so 13.629,95 € Spenden gesammelt werden (Stand: 28. Januar 2011).
Im Sommersemester 2012 entstand das Ressort Broadcast aus dem Zusammenschluss verschiedener Projekte mit dem Ressort Streaming.
Anfang 2013 wurde mit der Marke himmelblau tv eine dritte Wortmarke gesichert. Des Weiteren wurde ein Beitrag von himmelblau tv aus dem Jahr 2013 mit dem Rundfunkpreis Mitteldeutschland in der Kategorie Länderpreise Thüringen geehrt.
Bereits im Jahr 2011 gab es Überlegungen einen Übertragungswagen anzuschaffen. Konkreter wurden die Überlegungen im Wintersemester 2013/2014. Als Grundlage sollte ein gebrauchter Mercedes-Benz Sprinter Kastenwagen dienen. Ziel war es, den technischen Teil bei Liveübertragungen deutlich zu vereinfachen. Der Ausbau geschah in mehreren Ausbaustufen und konnte im September 2014 zum ersten Mal bei einer Veranstaltung getestet werden.
Im Jahr 2015 wurde die 2014 als studentische Arbeitsgemeinschaft Robotik gegründete ein Projekt der FeM und nahmen im März 2016 an der RobotChallange in Wien statt. Dabei trat man in den Kategorien Air Race und Puck Collect an und gewann in der Kategorie Air Race den ersten Platz.

## Ressorts
Die Forschungsgemeinschaft elektronische Medien e. V. unterteilt sich intern in fünf Ressorts. Die Ressorts Management und Marketing dienen hauptsächlich der internen Kommunikation, Verwaltung und Darstellung nach innen und außen, sind für die Öffentlichkeit jedoch nicht von Relevanz.

### Technik
Nachdem mittlerweile alle Studentenwohnheime verkabelt und vernetzt sind, wandelte sich das Aufgabengebiet des Ressorts Technik immer mehr von der Erstinstallation zur Wartung und Modernisierung der Infrastruktur. Die Hauptprojekte liegen im Bereich Umbau und Modernisierung des Netzwerks und der Betriebsräume, Erweiterung und Pflege bestehender Dienste, Unterstützung anderer Vereine, vor allem in den Bereichen Mail- und Webhosting, sowie dem Einsatz von neuen Diensten, wie zum Beispiel Icinga.

### Broadcast
Das Ressort Broadcast entstand aus dem Zusammenschluss verschiedener Projekte mit dem Ressort Streaming.
Dieses beschäftigt sich in mehreren Unterprojekten mit der Übertragung von Audio- und Videosignalen in Netzwerken und trägt somit zum Projekt Virtueller Hörsaal bei. Regelmäßig werden größere Events gestreamt. Hierbei wären das Streaming von Plenarsitzungen aus dem Thüringer Landtag, Live- und On-Demand-Streaming des Chaos Communication Congress
Beim Wechsel des Chaos Communication Congress nach Hamburg (29C3), konnten die Rechnerressourcen und Bandbreite anderer Studentennetzwerke in Deutschland genutzt werden. Außerdem erhielt man Unterstützung aus dem CCC-Umfeld.
Im Jahr darauf wurde diese Aufgabe formal von dem inzwischen seit 2010/11 gegründete CCC Video Operation Center (VOC) übernommen, welches aber weiterhin durch die FeM unterstützt wurde. Seit dem 31C3 hat das VOC die Leitung übernommen und wird von der FeM unterstützt.
Von 2007 bis 2010 wurde die Formula Student Germany am Hockenheimring übertragen.
Weitere nennenswerte Streamingprojekte:
- 2005: What The Hack[37]

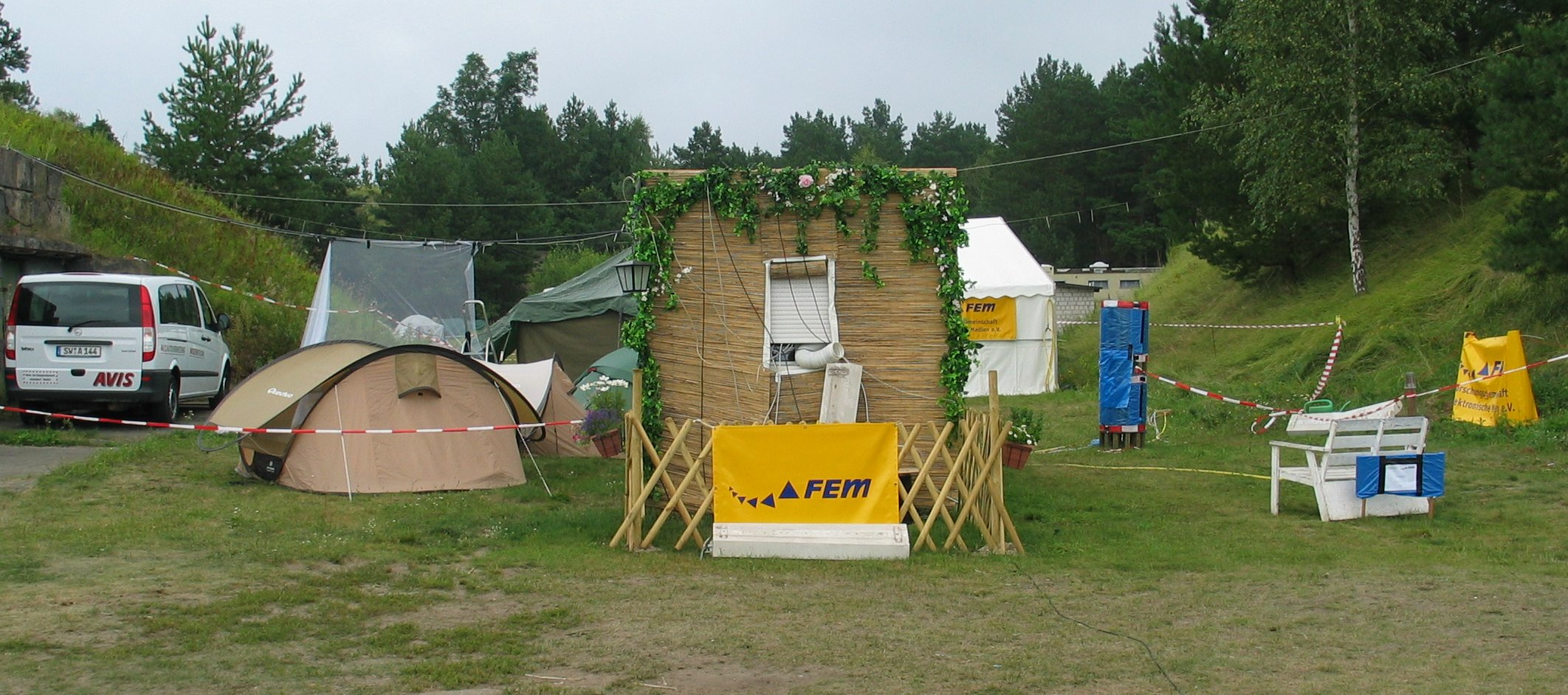
FeM Village auf dem Chaos Communication Camp 2007

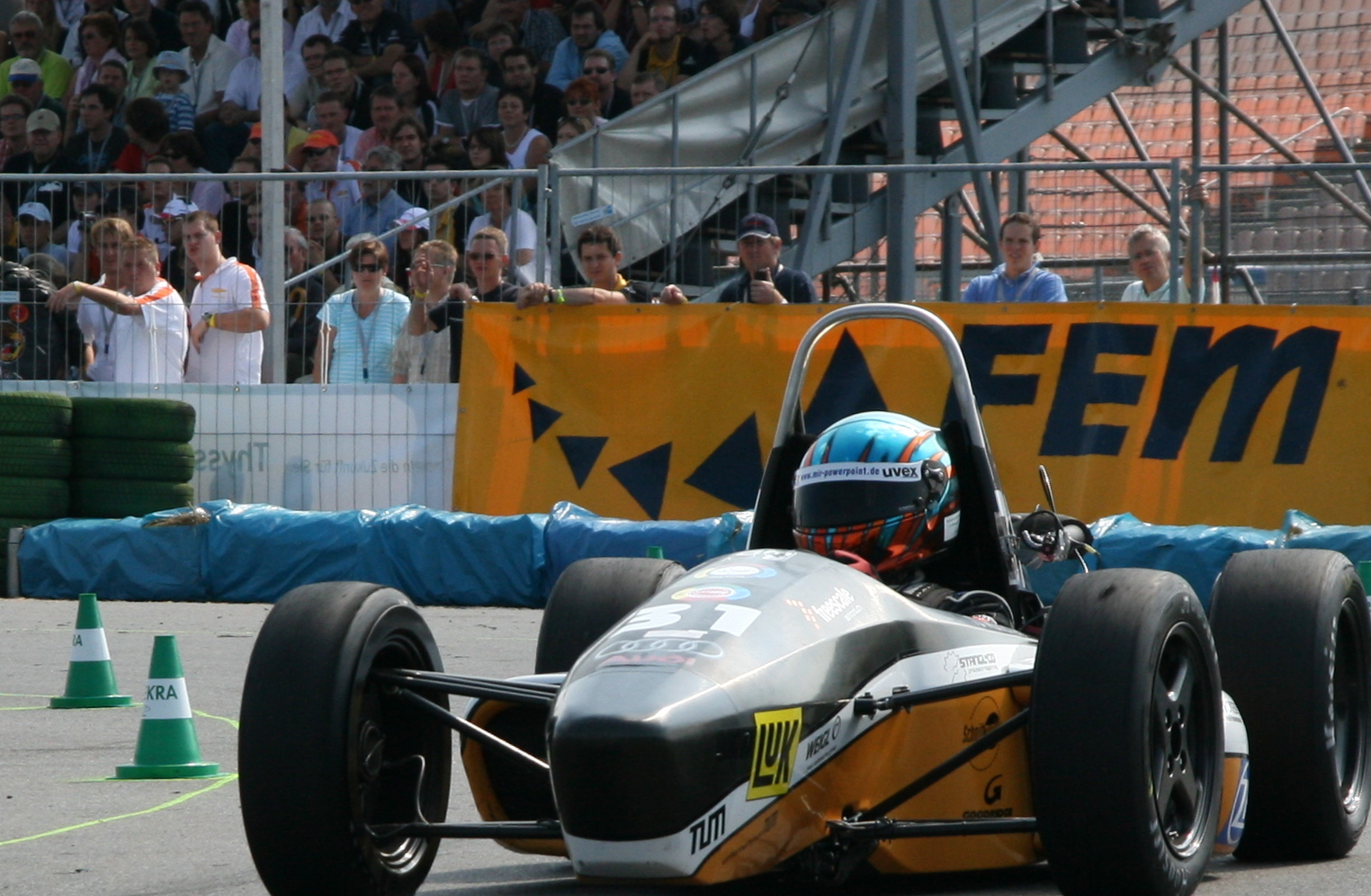
FeM Streaming auf der Formula Student Germany

- 2006: Deutsche Meisterschaft Kanurennsport Brandenburg/Havel, Regattastrecke Beetzsee
- 2007: Chaos Communication Camp in Finowfurt[38]
- 2008: Kanu Marathon World Cup Brandenburg/Havel, Regattastrecke Beetzsee[35]
- 2008: Großdemonstration Freiheit statt Angst in Berlin[39]
- 2009: Deutsche Meisterschaft Kanurennsport Brandenburg/Havel, Regattastrecke Beetzsee
- 2009: Übertragung der Vorläufe der Europameisterschaft im Kanurennsport Brandenburg/Havel, Regattastrecke Beetzsee
- 2009: Großdemonstration Freiheit statt Angst in Berlin[40][41]
- 2010: Deutsche Meisterschaft Kanurennsport Brandenburg/Havel, Regattastrecke Beetzsee[36]
- 2010: Übertragung der Vorläufe der Europameisterschaft im Kanurennsport Brandenburg/Havel, Regattastrecke Beetzsee[36]
- 2010, 2011, 2012: Art.on.Wires – „A Festival for Live and Interactive Art & Technology“ Oslo, Norwegen[42][43][44][45]

Weiterhin zum Ressort gehört die Bereitstellung einer Sendeschleife für eigene Fernsehbeiträge des eigenen Fernsehsenders iSTUFF. Zu den Verbreitungswegen gehören – neben einem Internetstream – auch ein DVB-T Sender im Stadtgebiet Ilmenau.

### iSTUFF
iSTUFF ist der studentische Fernsehsender der TU Ilmenau. Hier können Studenten in den anfallenden Aufgaben aus den Bereichen Redaktion, Technik und IT, Programmgestaltung und -durchführung, Schulungen, Organisation des Tagesgeschäfts sowie Durchführung neuer Projekte, wie die schrittweise Umrüstung auf digitale Technik, miterleben.

#### Technik und Empfang

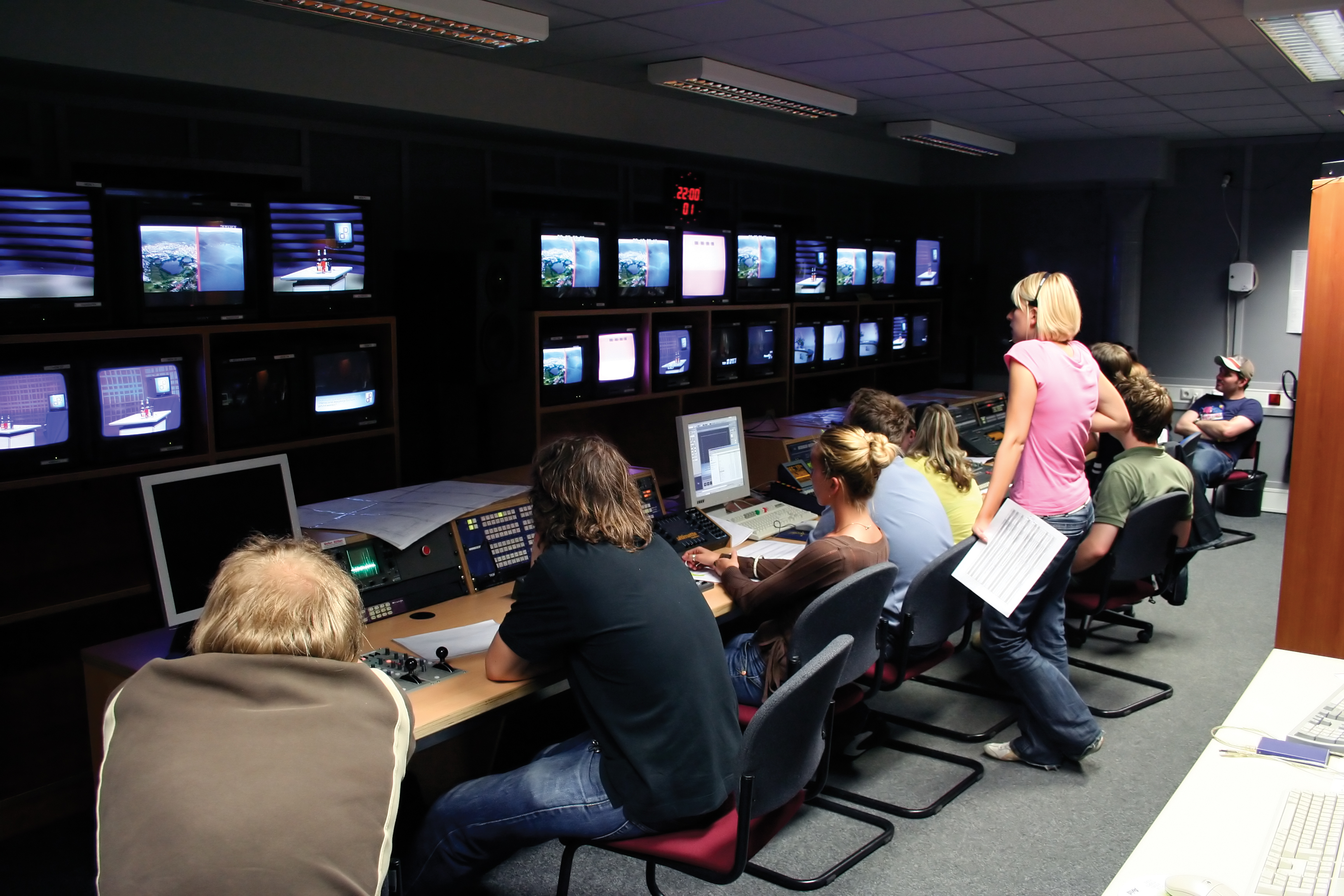
Regie im Medienlabor II

Die Studios sind Laboratorien der TU Ilmenau, die den Studenten zum Zweck der studienbegleitenden Ausbildung zur Verfügung gestellt werden. Zwei Studios stehen für Produktion und Sendungen zur Verfügung: Das "Studio Oec" mit analoger TV-Technik (zum Beispiel Betacam SP) zum Kennenlernen der Produktionsprozesse sowie für aufwändigere Sendungen und Produktionen das "Medienlabor II", welches auf digitaler Basis (SDI) zwei komplette Studios mit fünf Kameras integriert hat. Der konventionelle Teil bietet eine moderne Studioumgebung mit Operafolie, der andere Teil bietet die Möglichkeiten eines virtuellen Studios. Die Regie ist ausgestattet mit IMX, DigitalS, DVCPro, MiniDV, zwei Bildmischpulten, einem Tonmischpult, einem Schriftgenerator und einem Teleprompter. iSTUFF kann im Kabelnetz auf dem Campus und einigen Kabelgemeinschaften im Stadtgebiet empfangen werden. Des Weiteren besteht die Möglichkeit, das Programm per Stream über die Website oder mittels DVB-T zu empfangen.

#### Programm
Was bei iSTUFF gezeigt wird, entscheiden die Mitglieder. Vor jedem Semester sammeln die Verantwortlichen der Programmgestaltung die Vorschläge der Mitglieder. Produziert wird anschließend alles, was genügend Interessenten zur Teilnahme anlockt. Anschließend werden die Sendetermine festgelegt und die jeweiligen Teams gebildet und durch einen Hauptverantwortlichen und jeweils einen Technik- und Marketingverantwortlichen vertreten. Die Produktion der Sendung und auch der anschließende Vertrieb via Campuskabel und Internet gestalten die jeweiligen Sendeformate selbst. Technischen Support findet das Team hier beim iSTUFF-Technikteam.
Während des Semesters produzierte iSTUFF bis 2024 wöchentlich s{\displaystyle \pi }TV. Diese Sendung wurde mittels HTML5 direkt in das vereinseigene Studentenportal angebunden und lieferte jede Woche Nachrichten und Unterhaltsames aus dem Studentenleben. Mitte 2024 wurde s{\displaystyle \pi }TV durch das News-Format "CampusBlick" ersetzt.

#### Spezielle Sendungen
Neben den regulären Sendeformaten produziert iSTUFF auch Sondersendungen, wie beispielsweise die „ISWIsion“. In ungeraden Jahren findet in Ilmenau die „International Student Week Ilmenau“, kurz ISWI, statt. In diesem Rahmen wird jeden Tag für eine halbe bis eine Stunde eine Live-Sendung in Englisch produziert, um das internationale Publikum zu erreichen. Unterstützt wird das Team dabei von Gästen und älteren iSTUFF-Mitgliedern.
Zum „Himmelblau-Festival“, einem Open-Air-Festival im Stadtpark Ilmenau, produzierte iSTUFF ebenfalls: Seit dem ersten Festival 2003 unterstützte iSTUFF dieses Event mit einer Live-Videoübertragung auf Großbildleinwänden und anschließender DVD-Produktion.
Viele Jahre lang wurde eine „Weihnachtssendung“ produziert. Hierbei handelte es sich um eine Live-Sendung aus dem Medienlabor II. Inhaltlich gestalten sich die jeweiligen Sendungen recht unterschiedlich. Beispielsweise wurde 2004 das erfolgreiche Format Wetten, dass..? adaptiert und in der iSTUFF-Version zu „Wetten Was..?! - Die größte Show des Jahres“, 2008 wurde aus der bekannten Sendung Schlag den Raab die iSTUFF Version „Schlag den Rick“. Darüber hinaus wurden auch zahlreiche eigene Formatideen aufwendig umgesetzt.

## Weitere Projekte
Weitere Projekte beschäftigen sich mit:
| Projektname           | Projektbeschreibung |
| --------------------- | --- |
| Fiwak                 | Unter dem Motto „Mit dem Rechner ab in den Thüringer Wald“ findet das FiWaK (FeM-Biwak) einmal jährlich im Sommer statt. Neben Vorträgen und Workshops zu technischen Belangen werden auch solche zu Softskills angeboten. |
| Pergon                | Das Projekt Pergon befasst sich mit dem Aufsetzen und der Weiterentwicklung, bzw. kompletten Umentwicklung, eines Servers zum Gruppenzeitvertreib. Es entstand im Jahre 1999 als Folgeprojekt eines ähnlichen Systems, das auf einem anderen Grundsystem basierte, sich jedoch (wahrscheinlich deshalb) nicht durchsetzen konnte und nach relativ kurzer Zeit wieder in der Versenkung verschwand. Gegründet wurde es von fünf Studenten, die die Grundidee dieses Systems weiterverfolgen wollten. |
| SMR                   | Space Merchant Realms existiert seit August 2001 und ist ein Web-Browser basiertes Onlinespiel, was keine kommerzielle Absichten verfolgt. Es verlangt von jedem seiner Spieler Geschick, strategisches Denken und Vorgehen sowie Teamfähigkeit ab. |
| s{\displaystyle \pi } | s{\displaystyle \pi } ist eine zentrale Studentencommunity mit zahlreichen Kommunikationsfunktionen. Es bietet eine Plattform für den zwischenstudentischen Austausch aller Ilmenau betreffenden Informationen und ist Anlaufstelle in allen Dingen des Studienalltags. Neben persönlichen Features, wie Steckbrief, Gästebuch und Fotogalerie, die s{\displaystyle \pi } jedem einzelnen Nutzer bietet, finden sich alle Studenten innerhalb ihrer Studiengänge in sogenannten Schnittmengen zusammen, wo sich spezifische Foren, Links, Kalender und die Möglichkeit des personalisierten Site-Designs als Organisationshilfen im internen Bereich des Studiengangs finden. Daneben gibt es die für alle offenen Bereiche, wie News, Chat, TU-Event-Kalender und eine Liste wichtiger Links. Nach Beendigung des Studiums bietet das s{\displaystyle \pi } Möglichkeiten der Kontaktpflege. |
| VJ-Team               | Reply2all ist die VJ-Gruppe der FeM e. V. Seit 1995 versucht sie, die an der TU Ilmenau zugängliche Hardware für Videoinstallationen und live VJ'ing zu nutzen. Seit 2003 ist "reply2all" ein Projekt der FeM e. V. |
| W-LAN                 | Dieses Projekt beschäftigt sich seit dem Jahr 2000 mit Wireless LAN Technologien. Dabei wurde zwischenzeitlich auf Punkt-zu-Punkt-Verbindungen als auch Hot-Spot Betrieb eingesetzt, um die steigende Anzahl von Studierenden, welche außerhalb der knappen Wohnheimplätze des Campus wohnen, mit den Forschungs- und Lehreangeboten der TU Ilmenau zu versorgen. Da ein steigender Bedarf von Studierenden mit mobilen Geräten nach WLAN vorhanden war, wurde im Jahr 2012 angefangen das erste Wohnheim mit FeM-WLAN auszustatten. |
| himmelblau tv         | himmelblau tv ist ein Bürgerfernsehprojekt, welches im Zeitfenstern von 10 bis 12 Uhr und von 18 bis 20 Uhr auf den Frequenzen von iSTUFF zu empfangen ist. Langfristig soll ein Fernsehen von Ilmenau für Ilmenau etabliert werden, an dem sich die Bürger aktiv beteiligen. Durch Beteiligung von (Wahl-)Ilmenauern soll eine echte Annäherung von Stadt und Campus aktiv realisiert werden. |